# Třída Centaur (1954)
Třída Centaur (jinak též třída Hermes) byly letadlové lodě britského královského námořnictva. Za druhé světové války byla plánována stavba osmi jednotek této třídy. Byla to poslední třída britských lehkých letadlových lodí rozestavěných za světové války. Za války byly rozestavěny čtyři. Po jejím skončení byla jejich stavba přerušena, přičemž až v 50. letech byla čtveřice letadlových lodí dokončena. Stavba druhé čtveřice byla zcela zrušena. Třídu Centaur lze rozdělit do dvou podskupin, neboť její poslední jednotka HMS Hermes byla dokončena ve značně modifikované podobě. Britské námořnictvo plavidla provozovalo v letech 1953-1985. Nasadilo je v řadě konfliktů, například v suezské krizi roku 1956 a ve falklandské válce roku 1982. Jediným zahraničním uživatelem třídy byla Indie, která v letech 1987-2016 provozovala letadlovou loď INS Viraat (R22).

## Stavba

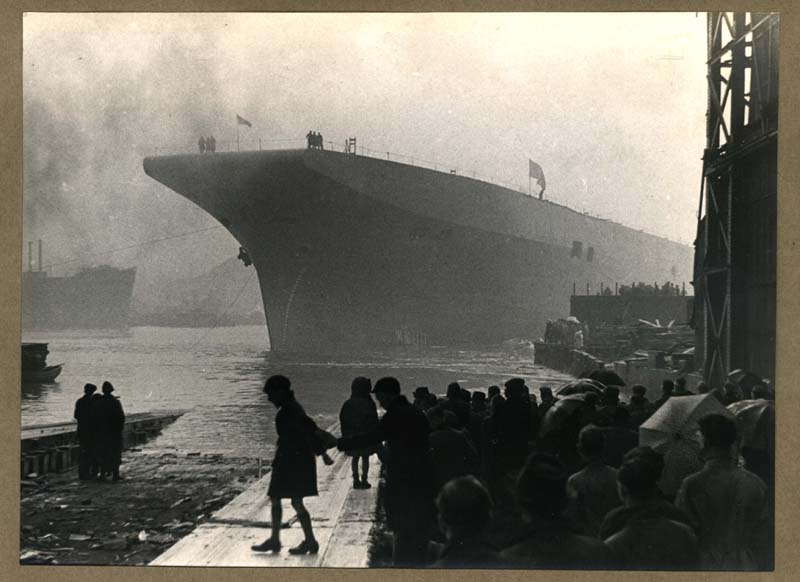
Letadlová loď Albion během spuštění na vodu roku 1947

Za druhé světové války byla schválena stavba osmi středních letadlových lodí třídy Centaur. V letech 1944-1945 byly rozestavěny čtyři trupy. Po skončení války byla stavba celé třídy přerušena a objednávka na druhou čtveřici (Hermes, Arrogant, Monmouth a Polyphemus) zcela zrušena. Roku 1948 byly dokončeny plány, podle kterých byly dokončeny letadlové lodě HMS Centaur, HMS Albion a HMS Bulwark, vstoupivší do služby v letech 1953-1954. Ve výrazně upravené podobě byla roku 1959 dostavěna poslední jednotka Hermes (rozestavěna jako Elephant), u níž se počítalo s nesením výkonných proudových letounů.
Jednotky třídy Centaur:
| Jméno                         | Loděnice                              | Založení kýlu   | Spuštěna        | Vstup do služby    | Status |
| ----------------------------- | ------------------------------------- | --------------- | --------------- | ------------------ | --- |
| HMS Centaur (R06)             | Harland & Wolff, Belfast              | 30. května 1944 | 22. dubna 1947  | 1. září 1953       | Roku 1965 převedena do rezervy, využívána jako hulk, roku 1972 byla sešrotována.                                                                                         |
| HMS Albion (R07)              | Swan Hunter, Wallsend                 | 23. března 1944 | 6. května 1947  | 26. května 1954    | V letech 1961-1962 přestavěna na vrtulníkovou výsadkovou loď, roku 1973 vyřazena a sešrotována.                                                                          |
| HMS Bulwark (R08)             | Harland & Wolff, Belfast              | 10. května 1945 | 22. června 1948 | 4. listopadu 1954  | Roku 1959 přestavěna na vrtulníkovou výsadkovou loď, 1976-1977 v rezervě, 1977-1981 reaktivována, od roku 1981 znovu v rezervě, duben 1984 zcela vyřazena a sešrotována. |
| HMS Hermes (R12, ex Elephant) | Vickers-Armstrongs, Barrow-in-Furness | 21. června 1944 | 16. února 1953  | 18. listopadu 1959 | V letech 1971-1973 přestavěna na vrtulníkovou výsadkovou loď, od roku 1981 letadlová loď, roku 1986 prodána Indii, vyřazena.                                             |

## Konstrukce

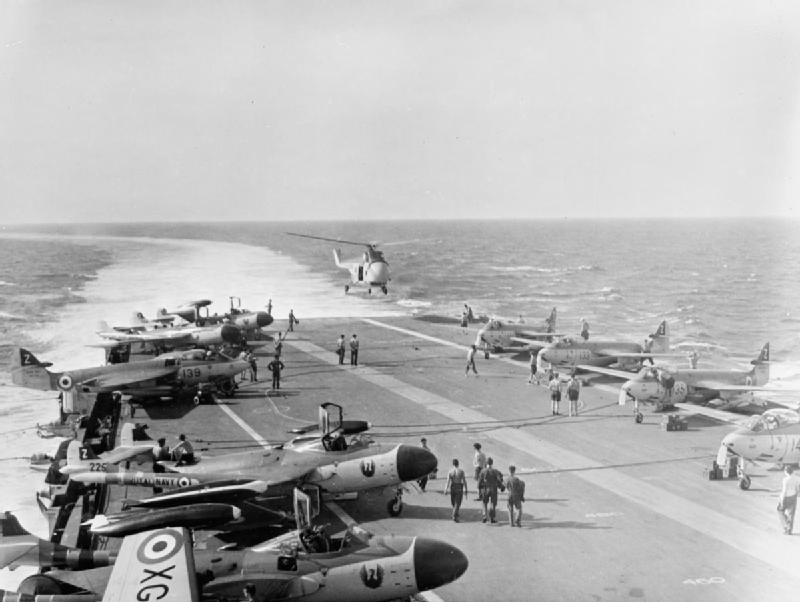
Letouny zaplněná paluba letadlově lodě Albion za suezské krize

### První skupina (Centaur,AlbionaBulwark)
Plavidla byla dokončena jen v mírně modifikované podobě. Byla vybavena průběžnou letovou palubou, nevhodnou pro provoz proudových letounů (což si během krátké doby vynutilo přestavbu paluby na úhlovou, vybavenou parními katapulty.), kterou s podpalubním hangárem spojovala dvojice výtahů. Letová paluba a vybrané části plavidla byly chráněny pancířem. Letová paluba měla sílu 13 mm, muniční sklady, strojovny a kotelny 25,4-50,8 mm.
Pohonný systém tvořily čtyři tříbubnové kotle Admiralty a dvě parní turbíny Parsons, pohánějící dva lodní šrouby. Pohonný systém měl výkon 76 000 shp. Nejvyšší rychlost dosahovala 28 uzlů.
V letech 1959-1962 byly Bulwark a Albion loděnicí v Portsmouthu přestavěny na vrtulníkové výsadkové lodě (tzv. commando ship). Stalo se tak na základě úspěšného nasazení takových plavidel v suezské krizi roku 1956. Plánovaná obdobná přestavba letadlové lodě Centaur se neuskutečnila kvůli nedostatku financí. Odstraněny byly katapulty a vybavení pro přistávání letounů, dále byly vnitřní prostory upraveny pro ubytování 733 příslušníků Royal Marines (900 v případě Albionu) s příslušným vybavením. Výzbroj byla omezena na osm 40mm kanónů Bofors Mk.5. Plavidlo neslo až 20 vrtulníků. Vojáky nejprve přepravovaly stroje Whirlwind, později Wessex a Sea King. Kromě vrtulníků k jejich přepravě sloužily také čtyři vyloďovací čluny LCVP, které byly zavěšeny na bocích.

### Druhá skupina (Hermes)
Hermes byla oproti úvodní trojici výrazně modifikována a bylo u ní počítáno s provozem proudových letounů. Byla vybavena úhlovou letovou palubu s vyosením o 6,5 stupně a katapulty typu BS 4. Letovou palubu a hangár spojovaly dva výtahy. Pancéřování odpovídalo ostatním plavidlům této třídy. Výzbroj představovalo deset 40mm kanónů Bofors Mk.6. Složení leteckého křídla se postupně měnilo. Plavidlo neslo více než 30 letadel a vrtulníků. Nejvyšší rychlost dosahovala 28 uzlů.

## Služba

Indická letadlová loď Viraat (ex Hermes)

Roku 1956 byly Albion a Bulwark nasazeny v suezské krizi. V lednu 1964 Centaur přepravila do oblasti Tanganika 45. komando Royal Marines a vrtulníky Wessex. Letadlová loď Hermes byla roku 1982 nasazena ve falklandské válce. Byla britskou vlajkovou lodí a operovaly z ní kolmostartující bombardéry Harrier.